# Rivière Little (Nouveau-Brunswick, Albert)
La rivière Little (littéralement Petite) est une rivière du Nouveau-Brunswick. Celle-ci prend sa source à 300 mètres d'altitude dans le mont Garland, des collines calédoniennes. Elle se jette en rive droite de la rivière Petitcodiac à Salisbury. Le long de son cours se trouvent les communautés suivantes, d'amont en aval: Hillside, Pleasant Vale, Parkindale, Little River, Nixon, Colpitts Settlement et Salisbury. Une échelle à poissons se trouve à Hillside.